# 吴成 (1907年)
吴成（1907年1月17日—1935年2月），字自恭，号廷敬，福建柘荣人，中国共产党早期柘荣地区领导人，中华人民共和国烈士。

## 生平
吴成出身贫农，早年在家读过私塾，青年时代随父学习缝纫，在夜间自习拳术与文字。民国21年（1932年）吴成在黄柏从事缝纫工作时结识中共党员周资成，此后开始参加中国共产党的革命运动。民国22年（1933年）春，吴成回老家东源村，开始秘密组织农会和贫农团，发动农民进行抗租、抗债运动，同年10月经林爱介绍加入中国共产党，12月任东源乡苏维埃政府主席，翌年1月，两次参加霞浦暴动。:780-781
民国23年（1934年）4月，上西柘洋区苏维埃政府成立，吴成担任组织部长，率领警卫连和红带会袭击泰顺茂竹园民团，将当地的碉堡攻占并摧毁，缴获40多支枪。5月，上西柘洋区改组为霞鼎泰县，吴成升任县苏维埃政府主席。随着国军对当地围剿力度增大，县苏维埃政府因难以维系而解体，转变为游击区:465-466。12月，吴成率游击队攻打霞浦、福鼎交界处的牛埕头、后坑、龟洋、油坑、湖林村庄，摧毁了数个当地民团建筑。1935年2月，吴成在第二次攻打龟洋时被民团的保安队击毙。:780-781